# Eleição presidencial nos Estados Unidos em 1880
A eleição presidencial dos Estados Unidos de 1880 foi a vigésima-quarta eleição presidencial do páis. Foi realizada em 2 de novembro de 1880. Não houve questões importantes na eleição, com os republicanos apoiando os impostos mais altos e os democratas apoiando os impostos mais baixos.
O presidente Rutherford B. Hayes não tentou a reeleição, mantendo uma promessa feita durante a campanha de 1876. O Partido Republicano, eventualmente, escolheu outro político de Ohio, James A. Garfield, como candidato a presidente. Enquanto isso, o Partido Democrata escolheu Winfield Scott Hancock como seu candidato, Hancock nunca foi eleito para nenhum cargo. Apesar da diferença de menos de 2.000 votos a mais popular do que Hancock, Garfield foi facilmente eleito, conseguindo 214 votos dos 369 votos no Colégio Eleitoral. É até hoje a eleição com menor diferença de votos populares da História dos Estados Unidos.

## Processo eleitoral
A partir de 1832, os candidatos para presidente e vice começaram a ser escolhidos através das Convenções. Os delegados partidários, escolhidos por cada estado para representá-los, escolhem quem será lançado candidato pelo partido. Os eleitores gerais elegem outros "eleitores" que formam o Colégio Eleitoral. A quantidade de "eleitores" por estado varia de acordo com a quantidade populacional do estado. Em quase todos os estados, o vencedor do voto popular leva todos os votos do Colégio Eleitoral.

## Convenções

### Convenção do Partido Republicano
Candidatos republicanos:
- James A. Garfield, senador dos Estados Unidos eleito por Ohio
- Ulysses S. Grant, ex-presidente dos Estados Unidos de Illinois
- James G. Blaine, senador dos Estados Unidos pelo Maine
- John Sherman, secretário do tesouro de Ohio

### Galeria dos candidatos

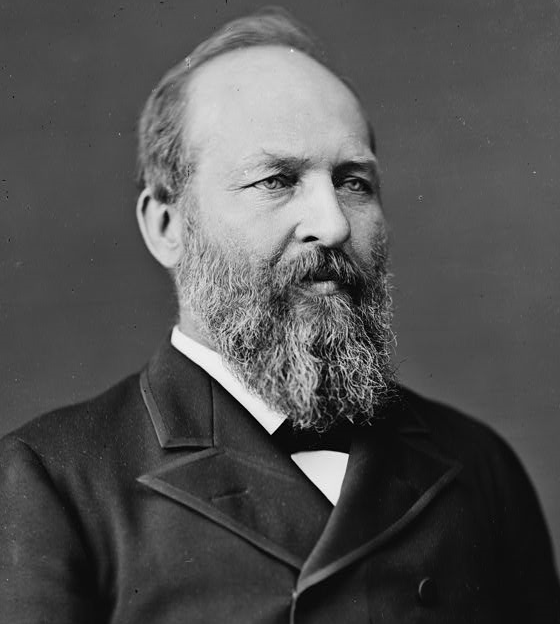
Senador James A. Garfield de Ohio
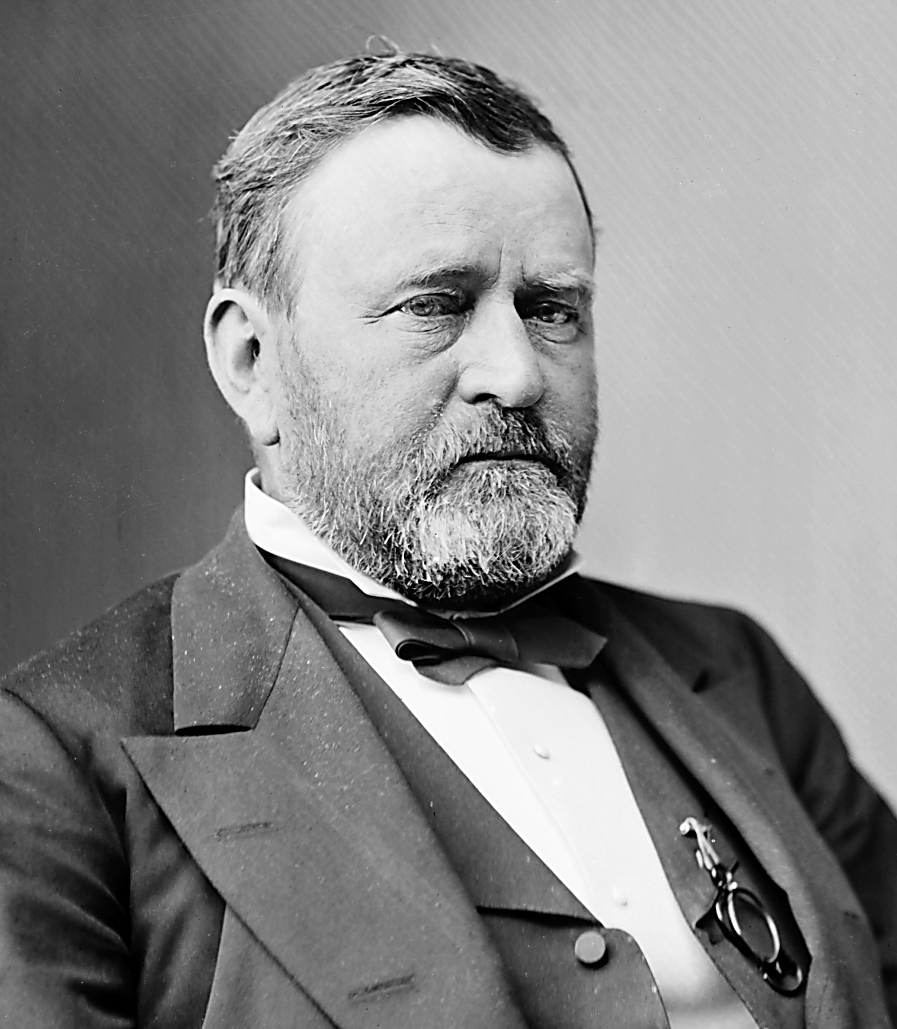
Ex-presidente Ulysses S. Grant de Illinois
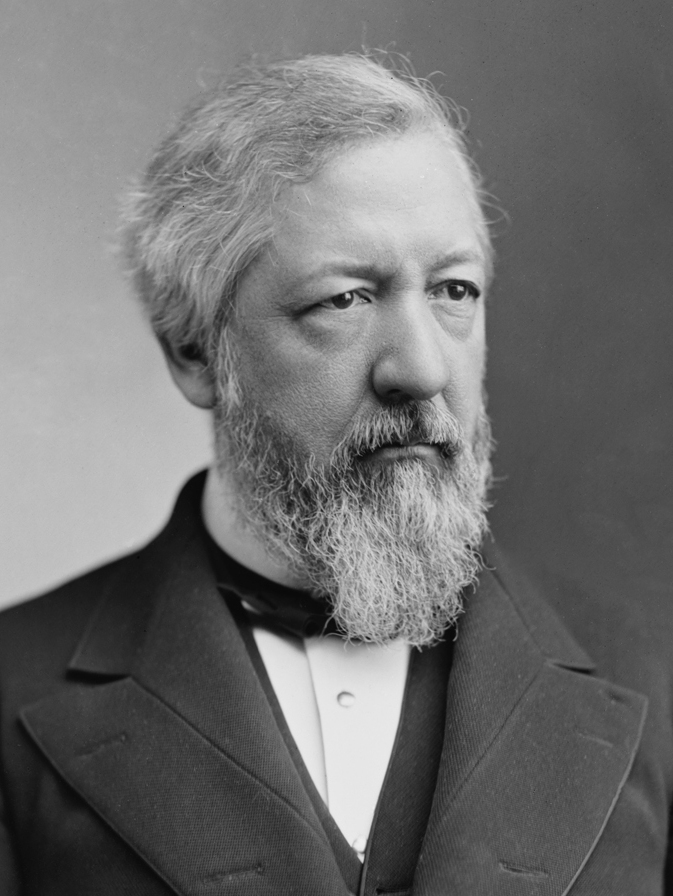
Senador James G. Blaine de Maine
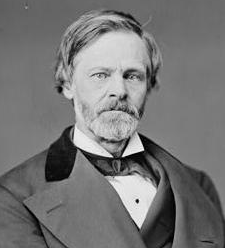
Secretário do tesouro John Sherman de Ohio

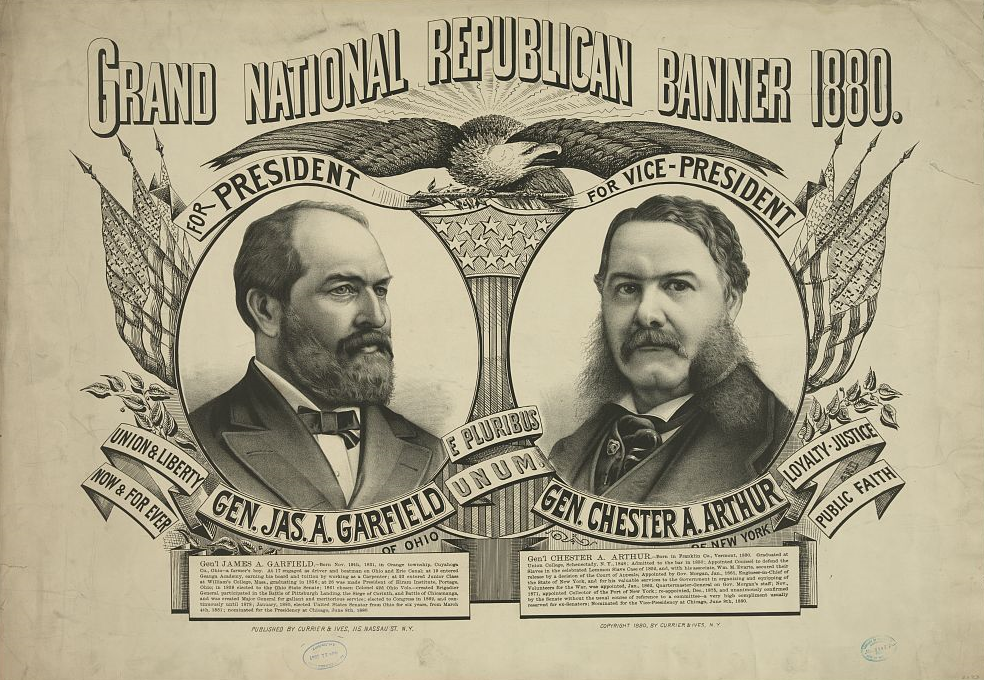
Poster de campanha de Garfield/Arthur

O presidente Hayes não procurou a reeleição, o ex-presidente Ulysses S. Grant (1869-1877) concorreu na eleição para um terceiro mandato. Ele era candidato favorito do Partido Republicano na convenção em Chicago realizada em junho 2-8. Os adversários de Grant apoiaram uma série de outros candidatos, incluindo James G. Blaine de Maine e John Sherman de Ohio. James A. Garfield, que estava representando o Ohio, fez um discurso importante no apoio de Sherman. Na cédula de votação 36, Garfield ganhou 399 votos dos delegados, superando Grant (que tinha 306), Blaine (42), e Sherman para ganhar a nomeação. Depois que Levi P. Morton desistiu da nomeação para evitar uma disputa, Chester A. Arthur (um amigo perto do senador Roscoe Conkling) foi posteriormente escolhido como companheiro de chapa de Garfield por uma larga margem sobre Elihu B. Washburne. A convenção foi notável, uma vez que foi o primeiro afro-americano a receber votos na conveção, Bruce Blanche senador pelo Missippi.
| Votação para vice-presidente |     |
| Chester A. Arthur            | 468 |
| Elihu B. Washburne           | 193 |
| Marshall Jewell              | 44  |
| Horace Maynard               | 30  |
| Blanche Bruce                | 8   |
| James L. Alcorn              | 4   |
| Edmund J. Davis              | 2   |
| Thomas Settle                | 1   |
| Stewart L. Woodford          | 1   |

Ao todo, 751 delegados votaram na convenção.

### Convenção Democrata
Candidatos democratas:
- Winfield Scott Hancock, major general da Pensilvânia
- Thomas F. Bayard, senador dos Estados Unidos de Delaware
- Samuel J. Randall, representante dos Estados Unidos pela Pensilvânia
- Henry B. Payne, ex-representante dos Estados Unidos por Ohio
- Allen G. Thurman, senador dos Estados Unidos a partir por Ohio

### Galeria dos candidatos

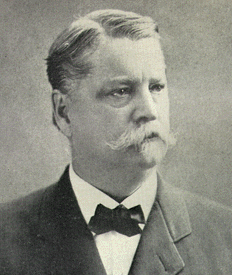
Major General Winfield Scott Hancock da Pensilvânia
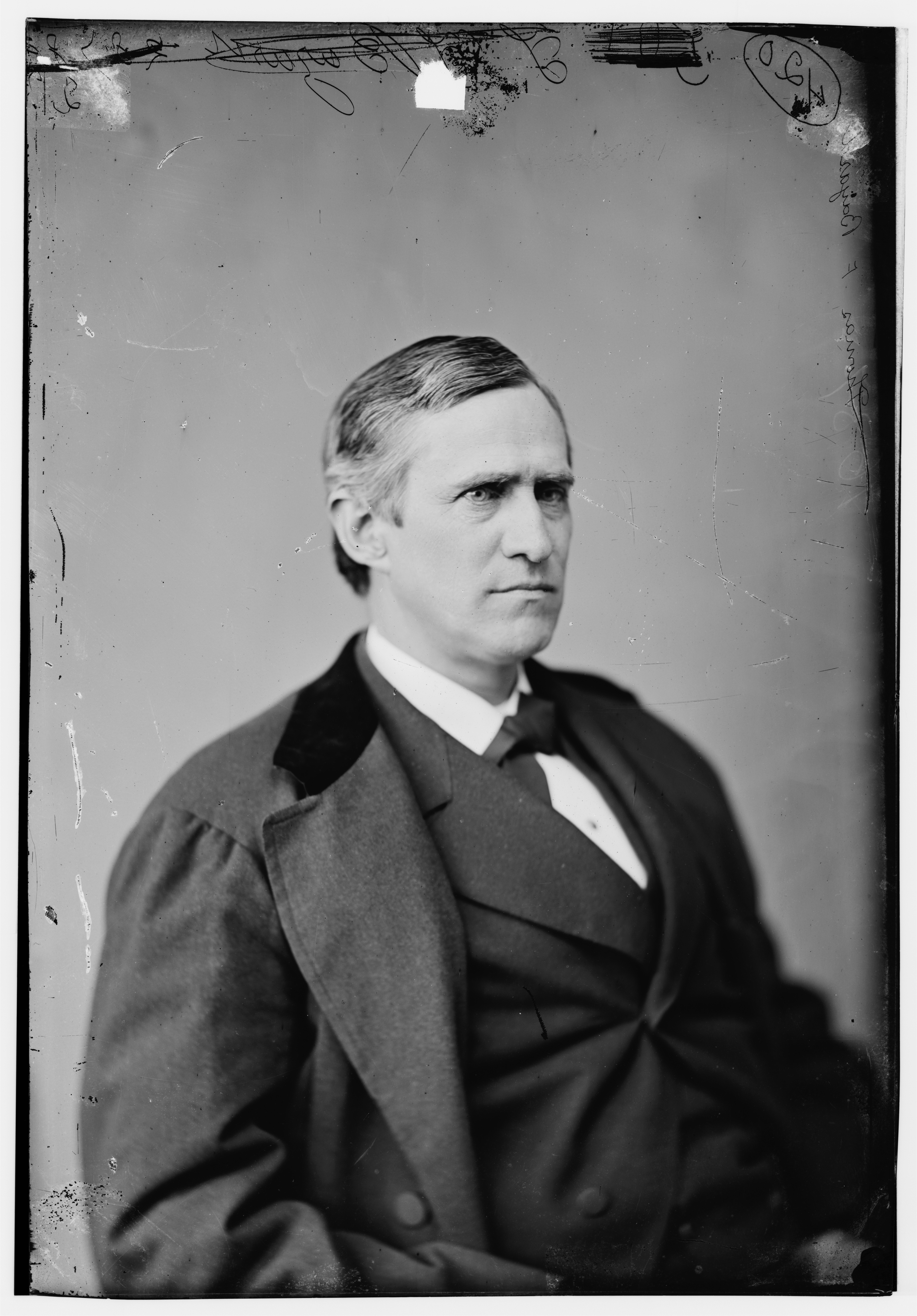
Senador Thomas F. Bayard do Delaware
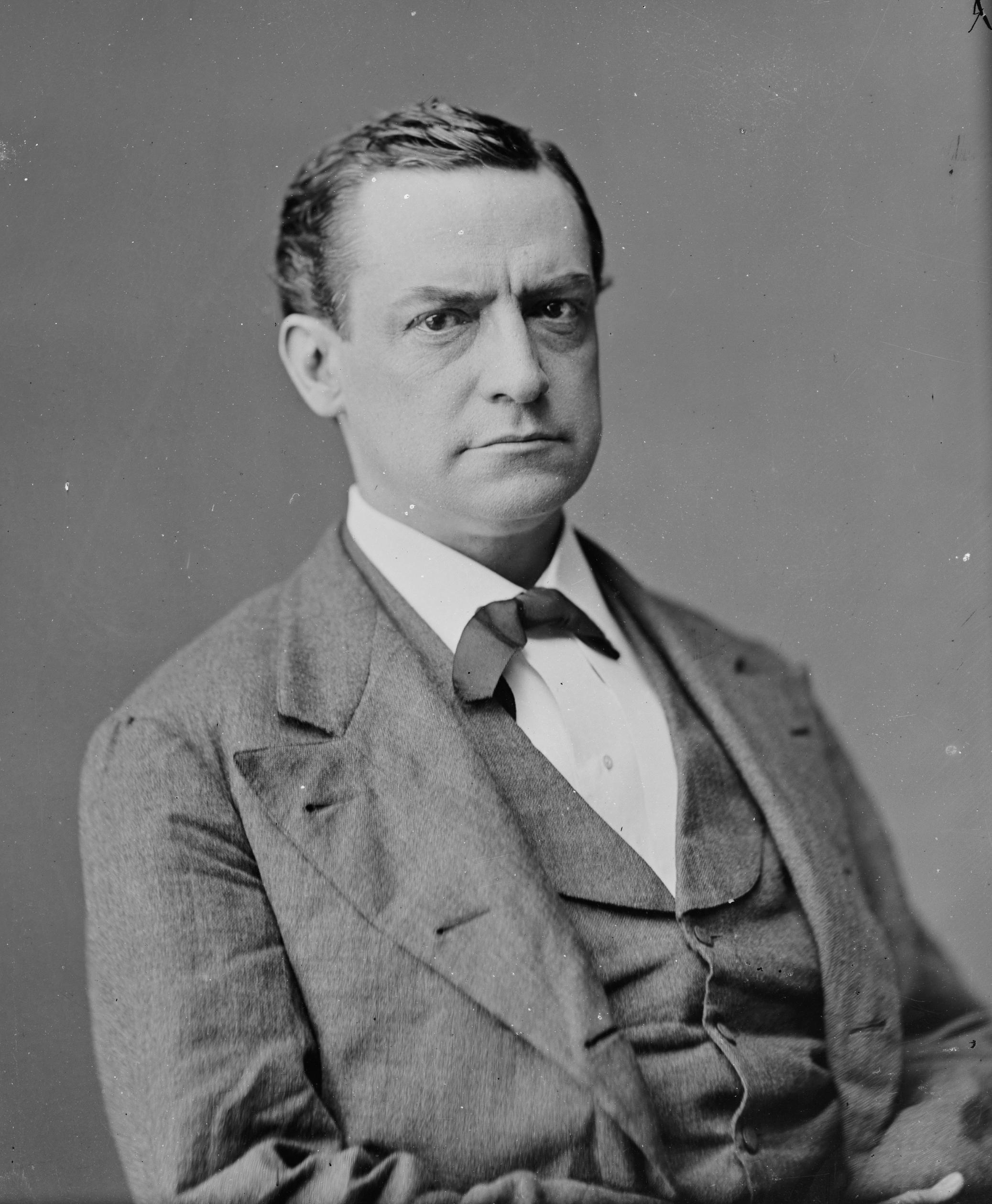
Representante Samuel J. Randall de Pensilvânia
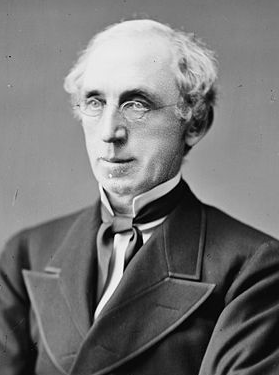
Ex-representante Henry B. Payne de Ohio
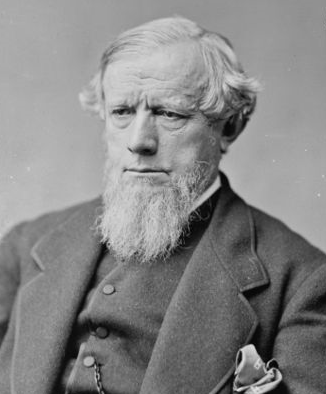
Senador Allen G. Thurman de Ohio

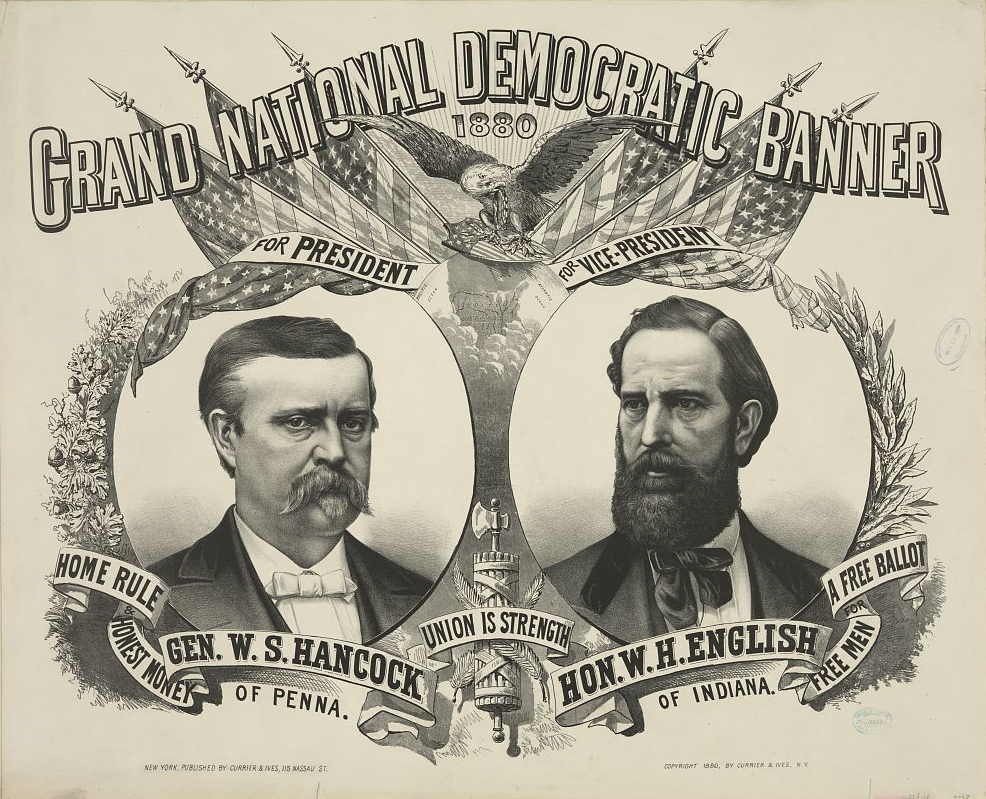
Poster de campanha de Hancock/English

Na convenção democrata nacional, em Cincinnati que aconteceu entre os dias 22 e 24 de junho de 1880, Winfield Scott Hancock surgiu como o principal candidato após Samuel J. Tilden de Nova Iorque retirar seu nome como candidato. No primeiro escrutínio, Hancock teve 171 votos a 153,5 de Thomas F. Bayard de Delaware, 81 de Henry B. Payne de Ohio, 68,5 por Allen G. Thurman de Ohio, e o restante de outros candidatos. Na cédula seguinte, torcedores de Tilden empurraram Samuel J. Randall da Pensilvânia para o segundo lugar com 128,5 votos, mas Hancock teve uma vantagem de comando com 320 votos, dando a ele 705 votos e a nomeação.
William Hayden English, um anti-greenback e banqueiro da Indiana, foi indicado para vice-presidente. O historiador Emma Lou Thornbrough sugere que, após a indicação incontestável de English como o candidato à vice-presidência, o entusiasmo com a questão Democrática na Indiana foi "uma era política que tinha terminado."
A Pensilvânia, que designou Hancock disse: "Eu apresento a uma Convenção que no campo de batalha era denominado o excelente ", mas cujo primeiro ato, quando no comando da Louisiana e do Texas foi a saudação da Constituição, proclamando que« o regime militar deve sempre ser subserviente ao poder civil."
| Votação para presidente |       |                        |                         |
| Candidato/Votação       | 1ª    | 2ª (antes de mudanças) | 2ª (depois de mudanças) |
| Winfield Scott Hancock  | 171   | 320                    | 705                     |
| Thomas F. Bayard        | 153.5 | 112                    | 2                       |
| Samuel J. Randall       | 6     | 128.5                  | 0                       |
| Henry B. Payne          | 81    | 0                      | 0                       |
| Allen G. Thurman        | 68.5  | 50                     | 0                       |
| Outros                  | 247.5 | 124.5                  | 31                      |
| Abstenção               | 10.5  | 3                      | 0                       |

Fonte: US President - D Convention. Our Campaigns. (August 26, 2009).
| Votação para vice-presidente |     |
| William Hayden English       | 738 |

Fonte: US Vice President - D Convention. Our Campaigns. (August 26, 2009).

### Convenção do Partido Greenback
Insatisfeito com as políticas fiscais de ambas as partes, o Partido Greenback, com uma força menor na eleição de 1876, retornou com James B. Weaver como seu candidato presidencial e Benjamin J. Chambers como candidato a vice-presidente.

### Convenção do Partido Americano
A desconfiança maçônica do movimento levou à criação de um novo nativista partido político, reutilizando o antigo nome do partido americano. O ex-general da Guerra Civil John W. Phelps, o chefe movimento anti-maçônico de Vermont, foi nomeado para presidente e o ex-senador do Kansas Samuel C. Pomeroy foi nomeado para vice-presidente.

## Eleição geral

### Campanha

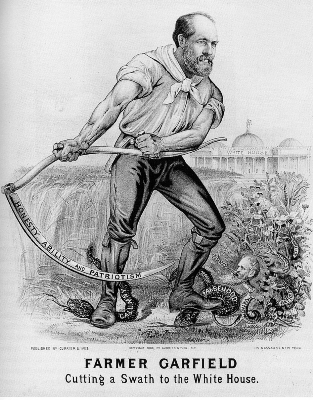
Desenho animado político

Os democratas começaram a campanha atacando a controvertida eleição 1876, com os republicanos trazendo à tona a Guerra Civil de novo, mas a campanha logo mudou de rumo. Os republicanos evitaram ataques diretos a Hancock, que foi amplamente respeitado pelo seu serviço de Gettysburg, mas alegou que o general agiria como uma figura de proa para os democratas corruptos, como os que tentaram difamar Garfield com a Carta Morey. Os democratas fizeram campanha contra a corrupção republicana, atacando Garfield e, especialmente, seu companheiro de Arthur.
O fim dos efeitos do pânico de 1873 combinada com uma campanha bem financiada e bem gerido deu a vantagem a Garfield.

### Resultados
Garfield recebeu 214 votos do Colégio Eleitoral a 155 de Winfield, se elegendo.

#### Voto da Geórgia
Segundo o artigo II da Constituição da Geórgia, na seção 1, da cláusula 3 da Constituição , "O Congresso pode fixar a época de escolha dos eleitores e o dia em que darão seus votos; esse dia deverá ser o mesmo em todo os Estados Unidos". Em 1792, o Congresso havia estabelecido a data para o Colégio Eleitoral para votar na primeira quarta-feira em dezembro, e foi ainda definido para aquele dia em 1880, quando caiu em 1 de dezembro. No entanto, os eleitores da Geórgia não votaram em 1 de dezembro, em vez da votação na quarta-feira seguinte, em 8 de dezembro. O congresso escolheu para contagem dos votos da Geórgia na contagem oficial, mas é discutível que o voto eleitoral da Geórgia foi constitucionalmente inválido e, portanto, o voto eleitoral final de Hancock deveria ter 144 votos, não 155 votos.

#### Voto da Califórnia
Neste ano, os votos eleitorais da Califórnia foram divididos entre os dois candidatos, com Garfield recebendo um e Hancock ficando com cinco votos, dando a Garfield dezenove estados mais um voto eleitoral. Especula-se que Garfield perdeu votos no Colégio Eleitoral, na Califórnia, devido a uma carta escrita pelo senador James G. Blaine, principal apoiador de Garfield, antes da eleição que supostamente favoreceu a imigração chinesa. Muitos dos estados do oeste foram contra a imigração chinesa, alegando que os chineses estavam limitando o crescimento da costa do Pacífico.
Nenhum candidato presidencial conseguiu reproduzir este feito até Woodrow Wilson na vitória na eleição de 1912, e nenhum candidato presidencial republicano conseguiu fazer este feito até George W. Bush na vitória na eleição de 2000 .